# Brachystephanus nimbae
Brachystephanus nimbae là một loài thực vật thuộc họ Acanthaceae. Loài này có ở Cameroon, Bờ Biển Ngà, Ghana, Guinea, và Liberia.